# 逆轉裁判2
《逆轉裁判2》是一款法庭战斗文字冒險遊戲，為逆轉裁判系列的第二作兼《逆轉裁判》的續作。本作是由卡普空製作及發佈，其平台為Game Boy Advance、Microsoft Windows、任天堂DS和Wii。
本作於2002年10月22日在日本發佈，2007年1月16日在北美發佈，2007年3月16日在歐洲發佈，2007年9月6日在澳洲發佈，2010年2月19日在PAL區發佈。
本作的Wii移植版於2010年1月26日在日本發佈，而這次發佈已於2009年11月由《Fami通》預告。Wii移植版於2010年2月15日在北美發佈，並於2010年2月19日在PAL區發佈。

## 系統
《逆轉裁判2》的遊戲系統與前作相近，玩家在遊戲中將會扮演辯護律師成步堂龍一。儘管本作後來被移植至任天堂DS，但是在《逆轉裁判》中第五话出現的特殊調查模式卻沒有在本作中被採用。
遊戲分為兩個部分：調查和庭審。在庭審部分，玩家必須尋問證人、提出證據和提出異議。當玩家犯了錯誤時，生命條就會被扣減。當生命條被扣減至零時，遊戲就會結束。在調查環節中，玩家有四個指令選項：對話、指證、調查和移動。
本作的遊戲模式和前作大致相同，但有許多改進之處。在前作中玩家只能指证证物，但本作中允許玩家指证人物。另外，本作引進了生命條系統來取代過去的感嘆號系統，而生命條則會根据迷题难度进行扣血。本作亦加入了新要素，“心灵枷锁（Psycho Lock）”。心灵枷锁能讓玩家通过出示证物來揭穿不同角色的謊言，並获取新的情报。

## 剧情概要
本作故事紧接前作的故事。在真宵离开成步堂之后不久，成步堂受人之请来到真宵的故乡仓院之里参与真宵的灵媒活动。不料途中出现杀人事件，真宵作为嫌疑人被抓（游戏第二章案件）。成步堂从真宵和她的表妹绫里春美处得到了可以看到人心中隐藏的秘密的勾玉，并为真宵辩护，在法庭上与检察官狩魔豪的女儿狩魔冥对决。成步堂识破了春美的母亲绫里贵美子试图利用杀人事件夺取真宵的绫里家掌门人继承权的阴谋，并抓获了真凶。
不久之后，警察须须木真子因杀害男友的嫌疑被捕，成步堂为她辩护但遭击打头部失忆（游戏第一章案件）。成步堂最终成功为她辩护，真子也辞去工作改行成为服务员。在游戏的第三章案件中，魔术师马克斯因杀害马戏团团长的嫌疑被捕，成步堂揭露了马戏团内曾发生的悲剧，并找到了真凶。
在游戏的第四单案件中，成步堂、真宵、春美等人受邀参加晚宴。晚宴途中演员藤见野勋被杀害，另一演员王都楼真悟被逮捕。职业杀手虎狼死家左左右卫门绑架了真宵并要求成步堂为王都楼辩护，检察官御劍怜侍则从海外赶回日本替代受伤的狩魔冥与成步堂对决。成步堂与御劍拖延审判试图创造解救真宵的机会，并成功将嫌疑落在经纪人华宫雾绪身上。但成步堂进一步的调查显示王都楼才是主谋，他雇佣虎狼死家杀害藤见野勋并指使虎狼死家想办法为其脱罪。最终成步堂向虎狼死家揭露了王都楼试图背叛虎狼死家并反过来勒索他的企图，使虎狼死家释放真宵并发誓暗杀王都楼，逼迫王都楼认罪自保。事后，御劍在机场送别狩魔冥，狩魔冥向御劍吐露真心后发誓要成为与御劍一样优秀的检察官。
玩家若于游戏第四章案件的某一环节处回答错误，与扣除血量并重新作答之游戏机制不同，玩家将直接进入游戏的坏结局：王都楼被判无罪；华宫雾绪被判有罪。虎狼死家释放了真宵，但真宵断绝了与成步堂的来往；成步堂远走他乡。

## 開發

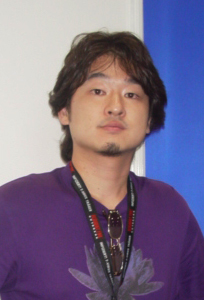
《逆转裁判2》制作人稻叶敦志于2004年德国游戏展

開發團隊最初計劃為本作制作5個章節，但最終因唯讀存儲器（ROM）容量不足而減少至4個。此外，本作的Game Boy Advance版本亦存在不少错别字，但這個問題已於任天堂DS版本中被修正。
本作於2006年被移植至任天堂DS平台，而其遊戲引擎仍然與《逆轉裁判》相同。本作的DS版本虽然新增了触控和声音识别功能，但就没有增加新劇情。本作的DS版本於2006年10月26日在日本發佈，並於2007年1月16日、2007年3月16日和2007年9月6日分別在北美、歐洲及澳洲發佈。但是，本作的國外版本有著嚴重的錯別字及文法問題，因此被不少玩家及評論家批評。儘管如此，本作的國外版本仍然嘗試加入當地文化，並在對話之中提及關於當地的電視節目、電影、電子遊戲和流行文化，以提升遊戲的本地化程度。
總監巧舟曾在《原来如此逆转裁判！》（なるほど逆転裁判!，漫画版）中表示，本作过高的难度是巧舟“个人较大值得反省之处”。

## 評價
| 汇总媒体     | 得分 |
| ------------ | ---- |
| GameRankings | 78%  |
| Metacritic   | 76%  |

| 媒体             | 得分        |
| ---------------- | ----------- |
| 1UP.com          | C+          |
| Adventure Gamers | [ 13 ]      |
| AllGame          | [ 14 ]      |
| Eurogamer        | 8/10        |
| Game Informer    | 8/10        |
| GamePro          | [ 17 ]      |
| Game Revolution  | A           |
| GamesRadar+      | [ 19 ]      |
| GameSpot         | 7.7/10      |
| GameSpy          | [ 21 ]      |
| GameTrailers     | 7.9/10      |
| GameZone         | 8.0/10      |
| IGN              | 7.8/10      |
| M! Games         | 78/100      |
| 官方任天堂杂志   | 72%         |
| Fami通           | 35/40 (GBA) |

本作獲得的評價不錯。GameRankings給予本作的分數為78%，而Metacritic則給予本作的分數為76%。
1UP.com給予本作C+的評分，並批評其改進的地方太少，令到遊戲稍為沉悶，但就稱讚其劇情和對白。Eurogamer給予本作8/10分，稱讚其劇情、角色設定和對白，但就批評遊戲太短。GameSpot則給予本作7.7/10分，稱讚其精彩的角色設定、有趣的劇情、美妙的音樂和令人滿意的遊戲模式，但就會批評其改進的地方太少，以及過於線性的劇情。IGN給予本作7.8/10分，並稱讚其耐玩性、遊戲模式和音樂。

## 銷售
本作的銷售狀況不錯。截至2013年8月3日，此遊戲已售出了逾45萬套遊戲，其中26萬於日本售出，16萬於北美售出，2万於歐洲售出。

## 外部連結
- 日本官方網站
- 美國官方網站 （页面存档备份，存于）
- 官方网站（繁體中文）
- 《逆轉裁判2》在視覺小說數據庫的頁面（英文）